# Campamento Audiovisual Itinerante
El Campamento Audiovisual Itinerante (CAI) es un proyecto de formación en cine, con perspectiva comunitaria, creado en 2011 por las cineastxs mexicanxs Laura Ramirez y Carlos Espinoza,Luna Marány Mariana Musalem. Su objetivo es formar en cine a jóvenes provenientes de diversas culturas y comunidades.
El CAI se lleva a cabo cada año en una comunidad diferente en la Sierra de Juárez, en Oaxaca (México), y hasta el momento ha habido siete versiones. Durante un período de tres semanas, los participantes conviven, comparten y toman clases magistrales con profesores reconocidos en el medio, quienes buscan un aprendizaje de manera horizontal. Al mismo tiempo se llevan a cabo proyecciones de cine, conciertos y otras actividades. Este proyecto experimental apuesta a construir un cine comunitario que se desmarque de las líneas del cine de autor, de manera que se pone en el centro el diálogo y organización colectivas para llevar a la pantalla narrativas que representen a las comunidades y cuestionen los discursos hegemónicos. Como puntos centrales del CAI están las estrategias de comunalidad, organización y solidaridad.